# WSK Bank
Die WSK Bank AG  hat ihren Hauptsitz im 18. Wiener Gemeindebezirk Währing. Die Geschäftstätigkeit konzentriert sich auf Österreich, der regionale Fokus liegt auf Wien. Der Schwerpunkt der Aktivitäten liegt auf der Betreuung von Privatkunden im Bereich Kreditgeschäfte bzw. Spareinlagen sowie in der Immobilienverwaltung.

## Geschichte
Das heute als WSK Bank AG (Wiener Spar- und Kreditinstitut) firmierende Unternehmen wurde im Jahr 1871 unter dem Namen Spar- und Vorschuß-Consortium Währing des Ersten allgemeinen Beamten-Vereines in Wien-Währing gegründet. Der Verein stellte Vorsorgeleistungen bzw. Geld zur Überbrückung von Notsituationen für Hinterbliebene von Beamten zur Verfügung und auch Besitzer von Lebensversicherungspolizzen hatten Anspruch auf Kredite.
Im Jahr 2012 erfolgte die Umbenennung in WSK Bank AG. Da die Umfirmierung im Rahmen einer Gesamtrechtsnachfolge stattfand, blieben sämtliche Kundenvereinbarungen und -verträge aufrecht.

## Auszeichnungen
Erster Platz im Österreichischen Bankenranking 2013, 2014, 2015 und 2017